# Glacier View

Glacier View est une census-designated place du borough de Matanuska-Susitna en Alaska aux États-Unis,. Elle fait partie de la zone statistique métropolitaine d'Anchorage et avait une population de 234 habitants en 2010.

## Situation - climat
Elle est située à 40 km à l'est de Chickaloon, le long de la Glenn Highway, face au glacier Matanuska, à deux ou trois heures de route d'Anchorage.
Les températures moyennes de janvier vont de −23 °C à 1 °C et de 3 °C à 17 °C en juillet.

## Histoire
Glacier View s'étend sur le bord ouest du territoire Ahtna de la rivière Copper. Les Ahtnas étaient des nomades qui faisaient commerce de fourrure avec les Dena'inas vivant en amont du golfe de Cook. Le col Glacier View-Tahneta offrait un passage vers l'intérieur utilisé par les chercheurs d'or. En 1920, l'économie principale du lieu consistait en vente de fournitures pour les prospecteurs, ainsi qu'en organisation de chasses. Quand, pendant la Seconde Guerre mondiale, la Glenn Highway a été allongée afin de rejoindre la Richardson Highway à Glennallen, de nombreux camps hébergeant les ouvriers du chantier furent installés dans la région.
Plusieurs hébergements accueillent les touristes, tandis que le passage estival sur les routes apporte quelques revenus aux habitants.

## Source et références
- (en) Cet article est partiellement ou en totalité issu de l’article de Wikipédia en anglais intitulé « Glacier View, Alaska » (voir la liste des auteurs).

1. ↑  (en) « Glacier View, Alaska (IL) detailed profile » [« Données sur Glacier View, Alaska »], sur le site city-data.com (consulté le 6 août 2018).
2. ↑  (en) « Glacier View », Geographic Names Information System.